# Junior Brielle
Junior Brielle är en svensk musikgrupp som bildades 2017 av bröderna Gabriel Röhdin (f. 1988) och David Röhdin (f. 1995).

## Historik
Bröderna Röhdin växte upp i Brunflo utanför Östersund, men flyttade under 2016 till Stockholm för att satsa på musiken. Under 2017 debuterade Junior Brielle med singeln "I Luften". Duons debut-EP "Blod" släpptes under 2018 på den egna skivetiketten "JB".
Gabriel och David Röhdin är kända för att de bland annat skickat ut sitt eget blod till musikjournalister, vilket resulterade i att Fredrik Strage skrev en krönika i Dagens Nyheter och uppmärksammade saken i Nyhetsmorgon. Under 2018 signades de till Sony Music och släppte debutalbumet TAMPA.
Junior Brielle vann "Årets genombrott" i GAFFA-priset 2019 och nominerades till "Årets nykomling" under Grammisgalan 2019. Duon har även varit med och bildat musikgruppen Gretzky.
Hösten 2022 gav Junior Brielle ut ett eget fanzine, Junior Brielle. Ett fanzine om Brunflos största rockstjärnor, skrivet av Fozzie fanzine. Det innehåller bland annat en lång intervju, foton, anekdoter från karriären samt intervjuer med Fredrik Strage och familjens två övriga söner.

## Diskografi

### Album
- 2019 – TAMPA [7]
  1. "Oh Julian"
  2. "Love"
  3. "Vau De Ville"
  4. "Fem i Fem"
  5. "Panik"
  6. "VM 94"
  7. "Släktens gång"
  8. "Någon tönt"
  9. "Våran första sommar"

- 2023 – Domedagsdrömmar[8]
  1. Storsjömelodi
  2. Barn skrattar i bakgrunden
  3. Håll mig nära
  4. Nytt opium
  5. Stor på jorden
  6. Robert Johnson
  7. Jag vet ingenting om kärlek men jag vet allting om dig
  8. Kan någon flytta på molnen
  9. Fee Fi Foo Fum
  10. Snäll med John
  11. Ska bli
  12. Storsjömelodi, exitlude

### EP
- 2018 –  Blod[9]
  1. "Forever & Ever"
  2. "Luften"
  3. "Dovas"
  4. "Säg Aldrig Ditt Namn"
  5. "Blod"
- 2020 - Dyrt & Heligt
  1. "Livet är underbart"
  2. "Bäst i Sverige"
  3. "DBSR"
  4. "Super Speed Sound Akalla"
  5. "Heta kinder (feat. Nordpolen)"
  6. "Follow"

### Singlar
- 2017 – "I Luften"
- 2017 – "Säg Aldrig Ditt Namn"
- 2018 – "VM 94"
- 2018 – "Love"
- 2019 – "Fem i Fem"
- 2020 – "Bäst i Sverige"
- 2020 –  "DBSR"
- 2025 –  "Debut"

## Priser och utmärkelser
| År   | Verk | Kategori         | Pris         | Resultat  |
| ---- | ---- | ---------------- | ------------ | --------- |
| 2019 | -    | Årets genombrott | GAFFA-priset | Vann      |
| 2019 | -    | Årets nykomling  | Grammis      | Nominerad |